# دوري النخبة (نادي الرستاق)
دوري النخبة بنادي الرستاق هي بطولة سنوية لكرة القدم في ولاية الرستاق. أقيمت البطولة لأول مرة في عام 2019. ويتم تنظيمها من قبل نادي الرستاق. يعتبر فريق الغشب هو الأكثر فوزاً بالبطولة برصيد ٣ ألقاب .

## التاريخ
بدأت البطولة في عام 2019 حيث فاز فيها فريق الغشب وكانت البطولة سابقاً تقام كدوري عام لجميع الفرق التابعة للنادي ، و استحدثت لجنة المسابقات فكرة تقسيم الفرق لبطولتين نخبة و درجة أولى لتكون البطولة بشكلها الحالي ، حيث زادت قوة المباريات و حماسها لقوة الفرق المشاركة.

## نظام البطولة
- يشارك 20 فريقاً في القرعة الأساسية.
- تتأهل 4 فرق من الدرجة الأولى و هي الفرق التي تتأهل لنصف نهائي بطولة الدرجة الأولى.
- يتم تقسيم الفرق لـ 4 مجموعات بحيث تضم كل مجموعة 5 فرق.
- تتنافس الفرق على بطاقتين للتأهل للدور ربع النهائي.
- الفريق الحاصل على المركز الأخير في كل مجموعة يهبط لدوري الدرجة الأولى للموسم التالي بحيث تهبط 4 فرق.
- تلعب الأدوار الاقصائية بنظام الذهاب فقط.

## الأكثر تتويجاً
| النادي  | الفوز | الوصافة | سنوات الفوز    | سنوات الوصافة |
| ------- | ----- | ------- | -------------- | ------------- |
| الغشب   | 3     | 0       | 2019 2023 2024 | –             |
| الحزم   | 1     | 0       | 2022           | –             |
| العوابي | 0     | 2       | –              | 2022، 2023    |
| الجزيرة | 0     | 1       | –              | 2019          |